# Athens Trophy 1988
Athens Trophy 1988 — жіночий тенісний турнір, що проходив на відкритих кортах з ґрунтовим покриттям Athens Lawn Tennis Club в Афінах (Греція). Належав до турнірів 5-ї категорії в рамках Туру WTA 1988. Відбувсь утретє і тривав з 1 до 7 серпня 1988 року. Перша сіяна Ізабель Куето здобула титул в одиночному розряді й отримала за це 12 тис. доларів США.

## Фінальна частина

### Одиночний розряд
Ізабель Куето —  Лаура Голарса 6–0, 6–1
- Для Куето це був 2-й титул за сезон і 3-й — за кар'єру.

### Парний розряд
Сабрина Голеш /  Юдіт Візнер —  Зільке Франкль /  Забіне Гак 7–5, 6–0
- Для Голеш це був єдиний титул за сезон і 3-й за кар'єру. Для Візнер це був 2-й титул за сезон і 3-й — за кар'єру.